# ریبوویله
ریبوویله (به فرانسوی: Ribeauvillé) یک کمون در فرانسه است که در canton of Ribeauvillé واقع شده‌است.

## خصوصیات
ریبوویله ۳۲٫۲۱ کیلومترمربع مساحت و ۵٬۱۶۱ نفر جمعیت دارد و ۲۴۰ متر بالاتر از سطح دریا واقع شده‌است.

## خواهرخوانده
شهر لانداو این در فالتز خواهرخواندهٔ ریبوویله هست.